# 競馬予想TV!
競馬予想TV!（けいばよそうティーヴィー）は、CS放送「フジテレビONE」および フジテレビの有料動画配信サービス「FOD」で放送されている競馬番組。

## 概要
毎週4人（GI競走開催週は5人）の競馬予想家が、原則日曜日に行われる中央競馬のメイン競走（基本は重賞2競走。GI開催週はGI競走のみ）について予想する。各予想家が指名した本命馬を中心に独自の理論やデータを示したうえで買い目を披露し、投資金額に対する回収金額の割合（回収率）を競う。なお、予想印や買い目は収録前に決定している。
馬券の買い方（賭式）や投資金額は予想家の裁量に任されているが、本人の自己資金で実際に購入しなければならないうえ、原則生放送のため文字通りの真剣討論が展開され、互いの予想に異議を唱えることもある。

## 放送時間
初回放送
土曜日20:00 - 22:00（生放送）
再放送
土曜日24:00 - 26:00、日曜日6:30 - 8:30、10:00 - 12:00（変更の場合あり）
東京ヤクルトスワローズ戦などスポーツ中継や特別番組が編成されている場合は、初回放送の放送時間を24時から（事前収録）に変更する（ただしこの場合でも、プロ野球の試合予定が野球の放送開始前に中止となった場合は通常編成に準じて生放送を行い、24時の放送は再放送となる）。
また、新年1回目の放送は金杯（中山金杯・京都金杯）の前日となるほか、中央競馬の年内最終開催日（原則としてホープフルステークス施行日）の前日にも放送する。なお、金杯が土曜に開催される時に限り、金杯の予想バトルが金曜に放送される関係で、通常の土曜に放送が休止となるケースが稀にある。
『THEわれめDEポン24時間生スペシャル』が放送される際は、番組が休止となる。

## 出演者

### 司会
- 見栄晴[注 2]
- 松本ヒロシ（競馬エイトトラックマン・Deep総合アドバイザー）[3]

### アシスタント
- 横山ルリカ[注 3]（2014年9月 - ）[5][注 4]

### 予想家
第27シーズン現在
獲得タイトル：シ＝シーズン、G＝GI、ね＝ねらい目、サ＝サマーシリーズ（第27シーズン終了時点。通算系タイトルは除く）
| 名前           | 番組内の キャッチフレーズ | 職業             | 予想法                                                    | 主な獲得タイトル                    |
| -------------- | ------------------------- | ---------------- | --------------------------------------------------------- | ----------------------------------- |
| 亀谷敬正       | アウトサイダー予想家      | 競馬ライター     | 血統ビーム                                                | シ5回・G6回・ね4回・サ1回 三冠王2回 |
| 市丸博司       | 電脳予想家                | パソコンライター | タイムフィルター指数                                      | シ4回・G4回・ね4回・サ1回 三冠王2回 |
| 水上学         | 血統予想家                | 作家             | 血統                                                      | シ4回・G4回・ね1回・サ2回 三冠王1回 |
| 井内利彰       | 調教捜査官                | 競馬ライター     | 調教マトリックス 調教チャート                             | シ1回・G2回・サ2回                  |
| 小林弘明       | 指数の達人                | 投資家           | 小林式能力指数                                            | シ6回・G3回・ね4回・サ2回 三冠王1回 |
| 高柳誠二       | 予想博士                  | 競馬予想家       | 牝系ファミリーナンバー 高柳式スピード指数                 | シ1回・G3回・ね2回・サ1回           |
| 夏目耕四郎     | ラップエディター          | デザイナー       | ラップフォーカス                                          | シ1回・サ3回                        |
| キムラヨウヘイ | 競馬プロファイラー        | 競馬ライター     | パフォーマンスレベル（PL） プロファイリングポイント（PP） | シ1回・G1回・ね1回・サ1回           |

### アシスタントのコーナー

#### うま9いくデータ!!!
メイン予想の過去データから連対資格馬（推奨馬）を数頭に絞り込み、横山が紹介する。推奨馬が馬券圏内に絡んだ場合は、翌週に結果が公表されることもある。

#### ルリカの当たりますよ〜に!!!
横山による馬券予想企画。番組のオンデマンド契約で条件を満たす会員のみに、特典映像として配信されている。
内容は、前回予想結果の反省会やお便りなどを紹介し、番組本編のデータも参考に本人が狙った1レースを予想して、馬券購入シートにマークする流れまでが基本。実際に購入した馬券（当たり馬券はコピー）は、サイン入りで視聴者プレゼントにしている。
ほか、予想家1人がアドバイザーとして週替わりで友情出演している。稀に、取材などのロケーションに赴いた模様を紹介する場合もある。

## 予想バトル

### シーズン
概ね9月2週目の中山・阪神競馬から翌年7月の福島・小倉・函館競馬（七夕賞の予想）までを1シーズンと定め、1シーズンごとに以下の3部門を集計し、回収率（投資金額に対する回収金額の割合）を競う。いずれも1シーズンのうち、一定回数の番組出演かつ回収率が100%を超えるという条件を満たさなければならない。なお、宝塚記念の放送回は「GI回収率上位5名」、北九州記念開催週の放送回は「ねらい目回収率上位4名」、最終戦は「シーズン回収率上位4名」が出演することになっている。
同一シーズンに3部門すべてで回収率が1位となった予想家は「三冠王」と呼ばれ、翌シーズンは番組内のキャッチフレーズが三冠王となる。
GI回収率
- 当該シーズンに行われるGI競走のみの回収率を競うランキング。

ねらい目回収率
- 「あしたのねらい目」の回収率を競うランキング。ねらい目は当該週のメイン予想以外に日曜日の各場第5競走以降から、各予想家が任意の1競走を選択する。3日間開催の場合は月曜日のメイン競走を含む場合があるほか、JRAが発売する一部の海外競馬も対象に含む場合がある。なお、メイン予想レースを1シーズン中5回までに限り、同じ買い目・同じ金額で重複して選択できる（第21シーズンより）。GI競走を重複させた場合でも、集計はGI・ねらい目を別々にカウントする。

シーズン回収率
- 「GI」「ねらい目」も含め、シーズン全体の回収率を競うランキング。

特別表彰など
- 第19シーズンに、小林弘明が出演した全シーズンの通算回収率において100%を越えたため、特別表彰された。
- シーズン無冠に終わっても3部門全てで回収率が100％を超えた場合、「敢闘賞」が贈られる。第22シーズンで、全部門2位（シーズン101%・GI 135%・ねらい目125%）だった高柳誠二が該当し獲得した。

### サマーシリーズ
番組の開始当初、シーズンの間にあたる夏季競馬開催期間中は放送を休止していたが、2005年に札幌記念を予想、2006年には夏休みスペシャルと題して8月12日・19日の2週にわたり予想バトルを行った。これが発展して2010年より「サマーシリーズ」となり、7月から8月にかけて全4 - 6戦の予想バトルを行っている。
基本的なルールはレギュラーシーズンとほぼ同じ。予想するレースは日曜日のメイン競走と「あしたのねらい目」でシリーズ全体の回収率を競う。短期決戦であり、各予想家は2 - 4戦の出演で回収率100%超えを目指す。なお、レギュラーシーズンとは異なり、出演予想家のスケジュールはあらかじめ最終戦まで決まっている。なお、JRAの暑熱対策として競走時間帯の拡大が行われる場合のねらい目は「午後のレース」を対象としている。
サマーシリーズには2017年まで、MCの松本ヒロシも予想家として参戦していたが、2018年より予想家としては参加せず、レギュラーシーズンと同様に解説者として出演している。この理由として、松本が本業のトラックマンの他に騎乗依頼仲介者も務めており、同年よりJRAの規定が一部改正されたことにより騎乗依頼仲介者の馬券購入ができなくなったことから、予想家として参加できなくなったためとされている。
サマーシリーズ開始以降、初戦の放送では前シーズン3冠タイトルの表彰を行うほか、新シーズンの初回でサマーシリーズの表彰が行われている。

### 歴代タイトル獲得者

#### シーズン（第7シーズンまで）
| 第1（1998年-1999年） | 須田鷹雄 | 126%     | 亀谷敬正 | 40%  | 西山健太   | 44.4%      |          |        |
|                      | シーズン | シーズン | GI       | GI   | 通算       | 通算       |          |        |
| 第2（1999年-2000年） | 市丸博司 | 113%     | 市丸博司 | 130% | 市丸博司   | 105%       |          |        |
|                      | シーズン | シーズン | GI       | GI   | 通算       | 通算       | GI通算   | GI通算 |
| 第3（2000年-2001年） | 須田鷹雄 | 111%     | 橋浜保子 | 171% | 須田鷹雄   | 104%       | 亀谷敬正 | 136%   |
| 第4（2001年-2002年） | 成沢大輔 | 184%     | 成沢大輔 | 290% | 須田鷹雄   | 103%       | 成沢大輔 | 180%   |
| 第5（2002年-2003年） | 橋浜保子 | 123%     | 須田鷹雄 | 319% | 須田鷹雄   | 103%       | 橋浜保子 | 137%   |
| 第6（2003年-2004年） | 小林弘明 | 123%     | 小林弘明 | 238% | 達成者なし | 達成者なし | 橋浜保子 | 123%   |
| 第7（2004年-2005年） | 高柳誠二 | 162%     | 高柳誠二 | 289% | 小林弘明   | 106%       | 橋浜保子 | 109%   |

#### シーズン（第8シーズン以降）
|                       | シーズン       | シーズン | GI             | GI   | ねらい目       | ねらい目   |
| --------------------- | -------------- | -------- | -------------- | ---- | -------------- | ---------- |
| 第8（2005年-2006年）  | 水上学         | 111%     | 水上学         | 231% | 達成者なし     | 達成者なし |
| 第9（2006年-2007年）  | 亀谷敬正       | 164%     | 亀谷敬正       | 283% | 太組不二雄     | 309%       |
| 第10（2007年-2008年） | 市丸博司       | 104%     | 市丸博司       | 158% | 小林弘明       | 153%       |
| 第11（2008年-2009年） | 市丸博司       | 145%     | 市丸博司       | 233% | 市丸博司       | 147%       |
| 第12（2009年-2010年） | 水上学         | 147%     | 水上学         | 207% | 小林弘明       | 145%       |
| 第13（2010年-2011年） | 井内利彰       | 143%     | 太組不二雄     | 124% | 市丸博司       | 195%       |
| 第14（2011年-2012年） | 小林弘明       | 123%     | 亀谷敬正       | 160% | 太組不二雄     | 218%       |
| 第15（2012年-2013年） | 市丸博司       | 128%     | 井内利彰       | 166% | 亀谷敬正       | 208%       |
| 第16（2013年-2014年） | 亀谷敬正       | 122%     | 高柳誠二       | 114% | 高柳誠二       | 101%       |
| 第17（2014年-2015年） | 小林弘明       | 223%     | 小林弘明       | 224% | 小林弘明       | 316%       |
| 第18（2015年-2016年） | 夏目耕四郎     | 128%     | 市丸博司       | 191% | 小林弘明       | 143%       |
| 第19（2016年-2017年） | 小林弘明       | 125%     | 亀谷敬正       | 178% | 高柳誠二       | 104%       |
| 第20（2017年-2018年） | 小林弘明       | 122%     | 小林弘明       | 177% | 太組不二雄     | 280%       |
| 第21（2018年-2019年） | 水上学         | 101%     | 水上学         | 201% | 市丸博司       | 111%       |
| 第22（2019年-2020年） | 亀谷敬正       | 128%     | 亀谷敬正       | 177% | 亀谷敬正       | 173%       |
| 第23（2020年-2021年） | キムラヨウヘイ | 135%     | 井内利彰       | 179% | キムラヨウヘイ | 177%       |
| 第24（2021年-2022年） | 水上学         | 145%     | 水上学         | 214% | 水上学         | 144%       |
| 第25（2022年-2023年） | 小林弘明       | 125%     | 高柳誠二       | 195% | 亀谷敬正       | 165%       |
| 第26（2023年-2024年） | 亀谷敬正       | 136%     | 亀谷敬正       | 152% | 亀谷敬正       | 128%       |
| 第27（2024年-2025年） | 亀谷敬正       | 128%     | キムラヨウヘイ | 179% | 市丸博司       | 189%       |

#### サマーシリーズ
| 2010年 | 夏目耕四郎     | 217%       |
| 2011年 | 夏目耕四郎     | 190%       |
| 2012年 | 松本ヒロシ     | 153%       |
| 2013年 | 夏目耕四郎     | 162%       |
| 2014年 | 小林弘明       | 144%       |
| 2015年 | 水上学         | 128%       |
| 2016年 | 井内利彰       | 364%       |
| 2017年 | 高柳誠二       | 155%       |
| 2018年 | 井内利彰       | 196%       |
| 2019年 | 水上学         | 273%       |
| 2020年 | 小林弘明       | 271%       |
| 2021年 | キムラヨウヘイ | 179%       |
| 2022年 | 達成者なし     | 達成者なし |
| 2023年 | 市丸博司       | 353%       |
| 2024年 | 亀谷敬正       | 437%       |

## 沿革
- 1998年7月4日 フジテレビ721開局（7月1日）と同時に放送開始。
- 1999年4月 フジテレビ739の開局に伴い、放送チャンネルをフジテレビ739に変更。
- 2000年12月 BSデジタル放送のBSフジでも放送開始。それに伴いハイビジョン制作に移行。
- 2006年3月26日（25日深夜） BSフジでの放送打ち切り。
- 2006年4月 フジテレビ On Demandでの配信を開始。これに伴い番組中のBGMも一新され、CMの挿入もなくなった。
- 2008年4月 フジテレビCSHDでのサイマル放送を開始。これに伴いハイビジョン放送が復活。
- 2009年4月 フジテレビのCSチャンネルが全面的に再編されたことに伴い、放送がフジテレビNEXTに移行。
- 2010年1月 放送チャンネルをフジテレビTWOに移行。
- 2012年4月1日 放送チャンネルをフジテレビONEに移行。（3月31日にフジテレビTWOで放送された再放送分より）
- 2012年4月 マルチメディア放送のNOTTV（NOTTV 2）でも放送開始。
- 2016年6月26日 NOTTVでの放送終了。（同月30日でNOTTV自体のサービスも終了。）
- 2019年5月31日 公式ホームページ（ブログ形式）が閉鎖、Facebookに移行。
- 2020年2月8日 放送1000回に到達。

## 過去のアシスタント
- 井上早紀（2012年9月 - 2014年8月）
- 高村彩乃（2011年1月 - 2012年8月）
- 岡村麻純（2008年9月 - 2010年12月、2011年1月より『BSイレブン競馬中継』へ移行）
- 寺岡望美（2006年9月 - 2008年8月）
- 玉城ちはる（2003年1月 - 2006年8月）
- 高田真希子（2002年9月 - 2002年12月）
- 柳沼淳子（2000年9月 - 2002年7月）
- ひがたともこ（1999年9月 - 2000年7月）

## 過去の出演予想家
- 奥田隆一郎（フリーライター）
- 西山健太（会社員）
- 月本裕（小説家）
- 宮崎広行（ゲーム会社社員）
- 木下健（馬券生活者）
- 阿部隆（棋士）
- 南極二朗（会社員）
- 橋浜保子（競馬ライター）
- 須田鷹雄（競馬評論家）
- 成沢大輔（作家・会社社長）
- 藤川京子（タレント）
- 大内徹
- 太組不二雄（元お笑い芸人）

## 過去のタイトル戦
第2シーズンから第7シーズンまで年度別の結果を通算した「通算回収率」、第3シーズンから第7シーズンまでは「GI通算回収率」 というタイトルが存在したが、毎年同じ人物ばかりが該当し偏る状態が続いたり、逆に毎年該当者無し（100％割れ）が続く恐れがあったため、第7シーズンをもって廃止。第8シーズンから「ねらい目回収率」が新設され、現在の3冠タイトル戦が確立した。

## スタッフ
2022年8月20日現在
- 企画：金光修
- ナレーター：大山尚雄
- 構成：福田雄一
- TD・SW：大塚頼温
- CAM：稲葉諒祐
- 音声：森久千陽
- VE：畑本文雄
- 照明：穴田健二
- TK：山沢啓子、竹島祐子
- 音効：澤田崇
- 美術プロデューサー：吉良久仁子（フジアール）
- 美術デザイン：竹中健（フジアール）
- アートコーディネーター：塩谷達郎（フジアール）
- 協力：サンケイスポーツ、競馬エイト、週刊Gallop、西郷久礼デザイン事ム所
- 技術協力：フジ・メディア・テクノロジー（旧 八峯テレビ）、インターナショナルクリエイティブ、MJ
- AD：野本康隆、金子伸也
- FD：高木裕介
- ディレクター：宮森英生・トリコシカズオ(鳥越一夫)・瀬戸亘・木村英貴（FAT TRUNK）、稲村健（ピボーテ）
- 編成：加藤知也
- プロデューサー：門澤清太、後閑康宏、岡泰宏（CONTINUE）
- 制作協力：CONTINUE
- 制作著作：フジテレビ